# Lionel Sackville, 1:e hertig av Dorset
Lionel Cranfield Sackville, 1:e hertig av Dorset, född den 18 januari 1688, död den 10 oktober 1765, var en brittisk aristokrat, politiker och ämbetsman.

## Biografi
Lionel Sackville var son till Charles Sackville, 6:e earl av Dorset samt far till Charles Sackville, 2:e hertig av Dorset och George Germain, 1:e viscount Sackville.
Lionel Sackville innehade höga hovcharger. Mellan åren 1714 till 1719 var han Groom of the Stole, upphöjdes 1720 till hertig och var lordlöjtnant på Irland 1730–1737 och 1750–1755. Han var lordpresident 1745–1751.